# 오작교
오작교(烏鵲橋)는 견우직녀 설화에 등장하는 다리로, 은하수를 사이에 둔 견우와 직녀가 서로 만나게 하기 위해 음력 7월 7일 칠석에 까마귀와 까치가 모여서 만든 것이다.

## 영향
남원시 광한루 안에 있는 다리에 ‘오작교’라는 이름이 붙어 있다.
중화인민공화국이 2018년 발사한 달 관측 위성 췌차오 1호(鹊桥)는 오작교에서 이름을 따온 것이다.